# Fusivoluta sculpturata
Fusivoluta sculpturata is een slakkensoort uit de familie van de Volutidae. De wetenschappelijke naam van de soort is voor het eerst geldig gepubliceerd in 1945 door Tomlin.